# 1170 هـ
1170 هـ هي سنة في التقويم الهجري امتدت مقابلةً في التقويم الميلادي بين سنتي 1756 و1757.

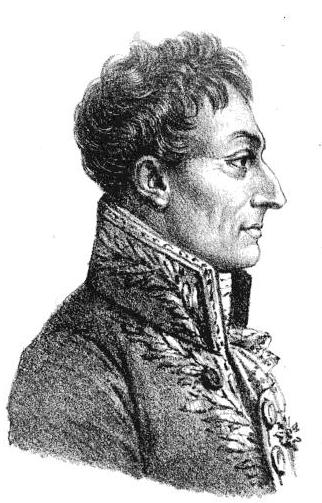
قسطنطين فرانسوا فولني

## أحداث
- بدء العلاقات بين الدولة السعودية الأولى والدولة العثمانية وكانت نتائج العلاقات متوسطة.

## مواليد
- قسطنطين فرانسوا فولني